# Beharovce
Beharovce este o comună slovacă, aflată în districtul Levoča din regiunea Prešov. Localitatea se află la altitudinea de 464 m deasupra n.m., se întinde pe o suprafață de 2,65 km2 și în 2017 număra 160 de locuitori.

## Istoric
Localitatea Beharovce este atestată documentar din 1338.

## Demografie
| An:                | 1994 | 2004    | 2014    | 2024    |
| ------------------ | ---- | ------- | ------- | ------- |
| Număr de persoane: | 166  | 184     | 163     | 181     |
| Diferență:         |      | +10,84% | −11,41% | +11,04% |

| An:                | 2023 | 2024   |
| ------------------ | ---- | ------ |
| Număr de persoane: | 186  | 181    |
| Diferență:         |      | −2,68% |